# Wydział Ekonomii, Finansów i Zarządzania Uniwersytetu Szczecińskiego
Wydział Ekonomii, Finansów i Zarządzania Uniwersytetu Szczecińskiego – jeden z 7 wydziałów Uniwersytetu Szczecińskiego.

## Historia
Wydział powstał w 2019 roku, w wyniku połączenia Wydziału Nauk Ekonomicznych i Zarządzania, Wydziału Zarządzania i Ekonomiki Usług oraz Instytutu Geografii Społeczno-Ekonomicznej i Gospodarki Przestrzennej Wydziału Nauk o Ziemi.

## Kierunki kształcenia[2]
- Economics and IT Applications – I stopień, w całości w języku angielskim
- Public Management – II stopień, w całości w języku angielskim
- Bezpieczeństwo Wodne – I stopień
- Ekonomia – I i II stopień
- Ekonomiczno-Prawny – I i II stopień
- Finanse i Rachunkowość – I i II stopień
- Gospodarka Nieruchomościami – I stopień
- Gospodarka Przestrzenna – I stopień
- Informatyka i Ekonometria – I i II stopień
- Informatyka w Biznesie – I stopień
- Logistyka – I i II stopień
- Logistyka inżynierska – I i II stopień
- Przedsiębiorczość i Inwestycje – I stopień
- Rynek Nieruchomości – II stopień
- Turystyka i Rekreacja – I i II stopień
- Zarządzanie – I i II stopień

## Instytuty współpracujące

### Instytut Ekonomii i Finansów
Dyrektor: prof. dr hab. Iga Rudawska
- Katedra Ekonometrii i Statystyki
- Katedra Ekonomii
- Katedra Finansów i Bankowości
- Katedra Finansów Zrównoważonych i Rynków Kapitałowych
- Katedra Rachunkowości
- Katedra Społeczeństwa Informacyjnego i Zastosowań Informatyki

### Instytut Gospodarki Przestrzennej i Geografii Społeczno-Ekonomicznej
Dyrektor: prof. dr hab. Grażyna Rosa
- Katedra Polityki Społeczno-Ekonomicznej
- Katedra Gospodarki Przestrzennej
- Katedra Geografii Społeczno-Ekonomicznej

### Instytut Zarządzania
Dyrektor: prof. dr hab. Kesra Nermend
- Katedra Logistyki
- Katedra Organizacji i Zarządzania
- Katedra Zarządzania Transportem
- Katedra Marketingu
- Katedra Metod Wspomagania Decyzji i Neuronauki Poznawczej
- Katedra Zarządzania Kapitałem Ludzkim
- Katedra Informatyki w Zarządzaniu
- Katedra Zarządzania Przedsiębiorstwem

## Dziekani
- prof. dr hab. Waldemar Tarczyński (2019–2020)
- dr hab. Małgorzata Łatuszyńska (od 2020)

## Władze Wydziału
W kadencji 2020–2024:
| Stanowisko                                                       | Imię i nazwisko                |
| ---------------------------------------------------------------- | ------------------------------ |
| Dziekan                                                          | dr hab. Małgorzata Łatuszyńska |
| Prodziekan ds. Jakości Kształcenia i Wdrażania Strategii Rozwoju | dr hab. Jacek Buko             |
| Prodziekan ds. Studenckich – Kampus Cukrowa                      | dr hab. Joanna Wiśniewska      |
| Prodziekan ds. Studenckich – Kampus Mickiewicza                  | dr Tomasz Norek                |